# Cornaredo
Cornaredo est une commune italienne de la ville métropolitaine de Milan dans la région Lombardie en Italie.

## Administration
| Période                                  | Période  | Identité            | Étiquette       | Qualité |
| ---------------------------------------- | -------- | ------------------- | --------------- | ------- |
| 2004                                     | 2009     | Pompilio Crivellone | Centro-sinistra |         |
| 2009                                     | En cours | Luciano Bassani     | Centro-destra   |         |
| Les données manquantes sont à compléter. |          |                     |                 |         |

### Frazione
San Pietro all'Olmo, Cascina Croce, Cascine Torrette, Favaglie

### Communes limitrophes
Rho, Pregnana Milanese, Settimo Milanese, Bareggio, Cusago

## Jumelages
- Sarroch (Italie)